# Paul C. Fisher
Paul C. Fisher sinh ngày 10 tháng 10 năm 1913 tại Lebanon, Kansas, là một nhà phát minh và chính trị gia người Mỹ, phát minh ra bút không gian Fisher Space Pen.

## Bút không gian
Bút không gian Fisher Space Pen là một loại bút bi dùng mực thixotropic và một hộp mực điều áp. Nó có thể viết trên hầu như mọi chất liệu, từ bơ đến thép. Nó cũng có thể hoạt động trong một phổ nhiệt rộng từ -50 đến 160 độ Fahrenheit.
Fisher đã gửi phát minh của mình cho NASA. Sau khi thử nghiệm nghiêm ngặt, NASA đã chấp nhận cây bút không gian của Fisher. Họ mua bốn trăm chiếc với báo giá là 6 đô la Mỹ. NASA đã mua ba dòng bút khác nhau là 204, 207 và 208. 204 có mực màu xanh và một nút dây kéo-cuộn (retraction button) ở cuối bút. Nó được sử dụng trong các nhiệm vụ của Skylab và Apollo. Sau đó chúng được thay thế bởi loại 207. Dòng 207 tương tự như 204, ngoại trừ nút dây kéo-cuộn đã được dời sang một bên thân bút. Loại 208 cũng giống như loại 207 nhưng có mực đen. NASA đã cải tạo những cây bút ày để sử dụng trong các chương trình không gian. Để thuận lợi cho lưu giữ và gắn bút, bút được thêm một miếng dán velcro và một cái kẹp kim loại.

## Hoạt động chính trị
Fisher chạy đua vào vị trí chủ tịch đảng Dân chủ vào năm 1960 và 1968 nhưng không thành.
Ông cũng hai lần vào Hạ viên không thành vào năm 1954 và 1986.
Fisher đề xuất thay thế tất cả thuế tiêu thụ và thuế thu nhập đang tồn tại bằng một loại thuế duy nhất đánh vào những người có tài sản ít nhất 100.000 đô la. Cuốn sách của ông năm 1988 "The Plan: To Restore the Constitution and Help Us All Get Out Of Debt" (Kế hoạch: Để khôi phục Hiến pháp và giúp tất cả chúng ta thoát khỏi nợ nần) đã củng cố ý kiến này.

## Qua đời
Fisher mất ngày 20, 2006 tại nhà riêng - thành phố Boulder, Nevada.